# Лапка Памаш (Чендемеровское сельское поселение)
 Лапка Памаш  — опустевшая деревня в Сернурском районе Республики Марий Эл. Входит в состав Чендемеровского сельского поселения.

## География
Находится в северо-восточной части республики Марий Эл на расстоянии приблизительно 12 км на запад-северо-запад от районного центра посёлка Сернур.

## История
Известна была с 1858 года как починок Егоров, где в 8 дворах проживали 34 человека. В 1884—1885 годах в 2 дворах проживали 12 русских и 8 дворах 51 мари. В 1996 году в 5 дворах проживали 13 человек. В советское время работал колхоз «Пятилетка». По состоянию на 2020 год опустела.

## Население
Население составляло 3 человека (мари 100 %) в 2002 году, 3 в 2010.